# L'Esprit nouveau
L'Esprit nouveau fou una revista publicada per Le Corbusier i Amadée Ozenfant. Es va publicar entre 1920 i 1925, data en què Ozenfant va dimitir del projecte.
| « | Après le Cubisme, ils dirigent la revue L'Esprit nouveau, la grande revue internationale qui permet au Purisme de jouer, à partir de la scène parisienne, un rôle majeur entre 1920 et 1925 avec diverses contributions à la théorie de l'art. Les chapitres de Vers une architecture, sont ainsi parus dans L'Esprit nouveau avant d'être édités en 1923. Le Corbusier et Ozenfant ont très régulièrement publiés dans leur revue avec de nombreux autres collaborateurs, en recherchant une transdisciplinarité. | » |

## Contribuïdors
- Charles-Édouard Jeanneret: Arquitecte, urbanista, pintor i escriptor
- Fernand Léger: Pintor
- Amédée Ozenfant: Pintor
- Pierre Winter: Metge

## Curiositats
La revista va publicar una enquesta molt provocadora sota el títol Faut il brûler le Louvre? (Cal cremar el Museu del Louvre?). A nivell català, l'única persona que va contestar-la fou Vicenç Solé de Sojo, qui va dir: Non, malgré la Joconde.